# Evropský statistický systém
Evropský statistický systém (ESS) je garantem spolehlivosti evropské statistiky. Evropská statistika sestavovaná ve všech členských státech EU je vytvářena podle společných kritérií a definic a její data jsou zpracovávána tak, aby byla srovnatelná v rámci všech zemí EU. ESS zahrnuje Eurostat (statistický úřad EU), statistické úřady a další instituce členských zemí, které sestavují evropskou statistiku. Jeho součástí je tedy i Český statistický úřad. Cílem ESS je zajistit statistické údaje, které jsou harmonizované, spolehlivé, relevantní a použitelné.
Jádro ESS tvoří Výbor pro Evropský statistický systém, kde jsou zastoupeni představitelé Eurostatu (včetně jeho generálního ředitele) a předsedové národních statistických úřadů členských států a zemí ESVO. Tento výbor poskytuje odborné vedení pro plánování, sestavování a šíření evropské statistiky.
ESS má vlastní Evropský statistický program, který obsahuje úkoly a činnosti na dobu pěti let. Tento program je schvalován Evropským parlamentem a Radou.
I když plánování činností je prováděno společně, za vypracovávání harmonizovaných národních statistik odpovídají orgány členských států. Eurostat pak tato data shromažďuje, zpracovává a publikuje jako evropskou statistiku, která je podkladem pro rozhodování a tvorbu politik EU. Kromě toho Eurostat také zajišťuje koordinaci celého systému a dbá na zajištění soudržnosti a kvality údajů.

## Mezinárodní data
Národní statistické úřady garantují spolupráci s mezinárodními organizacemi, jsou subdodavateli statistických informací pro tyto nadnárodní organizace a dle potřeby i pro jednotlivé národní statistické úřady. ČSÚ rovněž zpracovává a analyzuje české informace v kontextu mezinárodního srovnání. V oblasti statistiky je ČSÚ garantem spolupráce s Eurostatem. Eurostat koordinuje metodiku statistiky na evropské úrovni, aby tak bylo umožněno srovnání mezi jednotlivými zeměmi a regiony. Spolupráce s mezinárodními statistickými organizacemi umožňuje monitorování srovnání sociálně ekonomického, demografického vývoje členských zemí.

## Nařízení o evropské statistice
Od roku 2009 je platné nařízení Evropského parlamentu a Rady (ES) č. 223/2009 ze dne 11. března 2009 o evropské statistice. Bylo vyvoláno potřebou nové právní úpravy s ohledem na globální změny ve společnosti a na požadavky na vyšší efektivitu při využívání statistických dat. Nařízení definuje obsah pojmu „evropská statistika“ a zásad, kterými se řídí (profesionální nezávislost, nestrannost, objektivita, spolehlivost, statistická důvěrnost a efektivita nákladů). 
Nařízení posiluje koordinační funkci národních statistických úřadů a obdobnou úlohu Eurostatu na úrovni Komise. Dále zdůrazňuje spolupráci mezi Evropským statistickým systémem a Evropským systémem centrálních bank vzhledem k tomu, že se oba systémy podílejí na produkci evropské statistiky, při současném respektování vlastních pravomocí obou struktur. V rámci nařízení je upraveno také zveřejňování evropské statistiky, ochrana a předávání důvěrných údajů, přístup k důvěrným údajům pro vědecké účely, možnosti přístupu k administrativním záznamům a údajům z veřejných zdrojů.

## Kodex evropské statistiky
Kodex vymezuje základní rámec, ve kterém se národní i evropská statistika pohybuje. Patří sem např. profesionální nezávislost, právní podklad, oprávnění ke shromažďování údajů, statistická důvěrnost, nestrannost a objektivita, správná metodika statistického zjišťování a zpracování, přiměřenost nároků na respondenty, efektivita nákladů apod.